# Chiều Chủ nhật trên đảo Grande Jatte
Chiều Chủ nhật trên đảo Grande Jatte (tiếng Pháp: Un dimanche après-midi à l'Île de la Grande Jatte) là tác phẩm tranh sơn dầu năm 1884 nổi bật của họa sĩ Georges Seurat. Đây là một ví dụ điển hình của kỹ thuật pha màu theo phép xen kẽ trên khổ rộng. Tranh của Seurat phác họa những người dân thành phố Paris trong công viên ven sông Seine.